# Kowalki (Tychowo)
Kowalki (deutsch Kowalk) ist ein Dorf in der polnischen Woiwodschaft Westpommern und gehört zur Gemeinde Tychowo (Groß Tychow) im Kreis Białogard (Belgard).

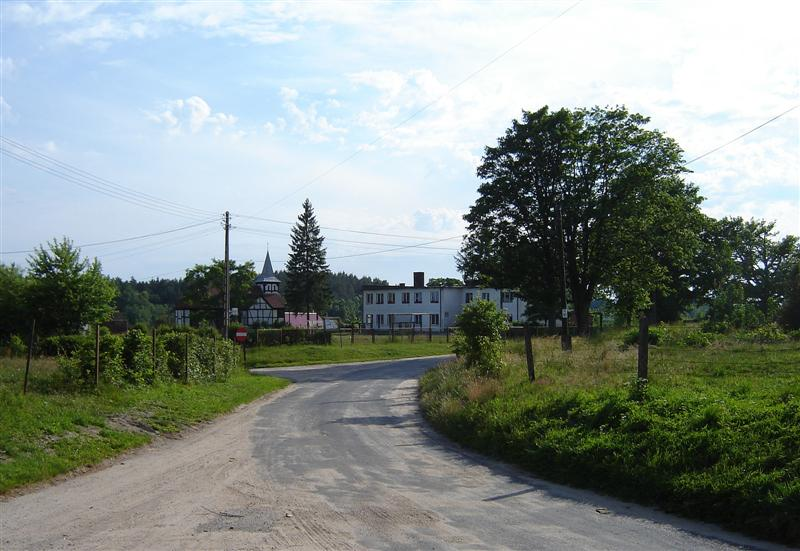
Dorfansicht von Kowalki

## Geographische Lage
Kowalki liegt auf einem hohen Plateau. Bis zur Kreisstadt Białogard sind es über die Woiwodschaftsstraßen Nr. 169 und 163 (Bobolice (Bublitz) – Byszyno (Boissin) – Białogard) 30 Kilometer. Tychowo ist in acht Kilometern erreichbar. Dort ist auch die nächste Bahnstation an der Strecke Kołobrzeg (Kolberg) – Białogard – Szczecinek (Neustettin).

## Geschichte
Kowalki, das im Jahre 1926 noch Kuewalk genannt wurde, kann auf Zeugnisse alter Besiedlung verweisen. Gräber- und Urnenfunde lassen sich dem 4. Jahrhundert zuordnen.
Kowalk ist ein altes Lehen derer von Kleist und wurde in einem Lehnbrief von 1486 erstmals urkundlich erwähnt. Mitte des 18. Jahrhunderts bestand der Ort aus einem Vorwerk mit Fischerei, vier Bauern- und zwei Kossätenhöfen mit insgesamt zehn Feuerstellen (Haushalten). Zur Gemarkung gehörte der Wohnplatz Hansfelde (heute polnisch Kościanka).
Im Jahre 1804 musste die Familie von Kleist das Rittergut Kowalk aufgeben. Es wurde von den Bauern des Ortes erworben. 1865 bestand Kowalk aus 40 Wohnhäusern, einem Schulhaus, zwei Fabrik- und 51 Wirtschaftsgebäuden und hatte 477 Einwohner.
Bis Kriegsende 1945 bewirtschafteten 19 bäuerliche Betriebe Flächen zwischen 20 und 50 Hektar. Daneben gab es noch neun kleinere Betriebe und viele Kleineigentümer.
Auch mehrere Handwerksbetriebe hatten sich in Kowalk niedergelassen: eine Tischlerei, eine Stellmacherei, zwei Schmieden, vier Schneidereien, zwei Schuhmachereien, ein Bäcker und Lebensmittelkaufmann, eine Kolonialwarenhandlung, ein Windmühlenbetrieb und eine Lohndrescherei.
Im Jahre 1931 betrug die Gesamtfläche der Gemeinde 3311 Hektar. Die Zahl der Einwohner stieg bis 1939 auf 535 in 135 Haushaltungen. Letzter deutscher Bürgermeister war Wilhelm Conradt.
Kowalk lag bis 1945 im Landkreis Belgard (Persante) und bildete mit Schmenzin den Amts- und Standesamtsbezirk Schmenzin. Letzter Amtsinhaber war in Personalunion Wilhelm Conradt. Amtsgerichtsbereich war Belgard.
Am 4. März 1945 nachts um 2:00 Uhr begab sich das gesamte Dorf vor der herannahenden Ostfront auf die Flucht, die durch Glockengeläut eingeleitet wurde. Die zahlreichen Gespanne, Handwagen und Schubkarren verstopften schon bald die Straßen und wurden von den sowjetischen Truppen eingeholt. Ein Großteil der Bevölkerung wurde verschleppt, zahlreiche Einwohner starben in der Gefangenschaft. Die Vertreibung durch die polnische Verwaltung ließ im Herbst 1945 auch den letzten Deutschen das Dorf verlassen.
Kowalk kam als Folge des Krieges in polnische Hand und ist heute unter dem Namen Kowalki ein Ort innerhalb der Gmina Tychowo im Powiat Białogardzki.

## Kirche

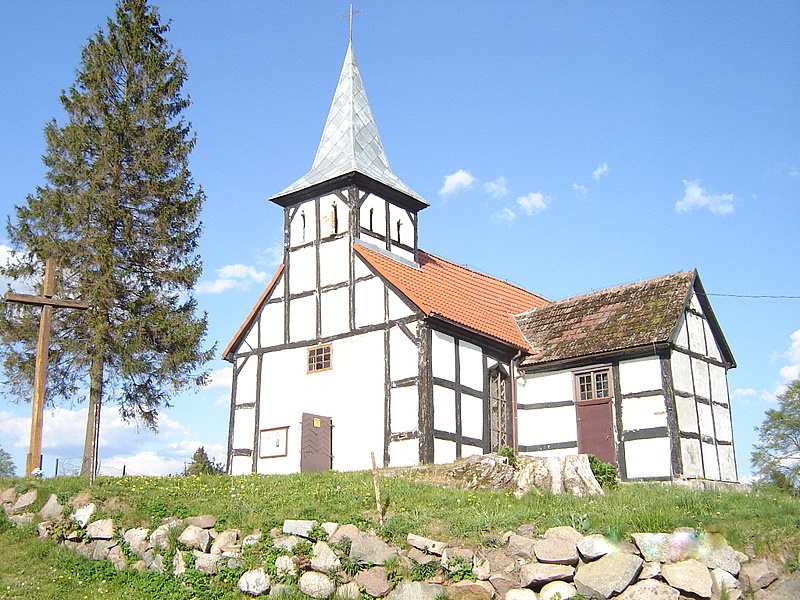
Die Dorfkirche in Kowalki (Kowalk)

### Kirchengemeinde
Kowalk war bis 1945 eine selbständige Kirchengemeinde, die mit der Kirchengemeinde Naseband (heute polnisch: Nosibądy) im Landkreis Neustettin (Szczecinek) das Kirchspiel Naseband bildete. Eingepfarrt war Drenow (Drzonowo Białogardzkie).
Das Kirchspiel gehörte zum Kirchenkreis Belgard der Kirchenprovinz Pommern in der evangelischen Kirche der Altpreußischen Union. Ein Kirchenpatronat für Kowalk bestand nicht. Die Gemeinde zählte 1940 allein 500 Gemeindeglieder. Letzter deutscher Geistlicher war Pfarrer Karl Heinrich Reimer.
Heute ist Kowalki Teil des Kirchspiels Koszalin (Köslin) in der Diözese Pommern-Großpolen der Evangelisch-Augsburgischen Kirche in Polen.

### Dorfkirche
Das Kowalker Gotteshaus ist ein schlichter Fachwerkbau mit Turmaufsatz und einem Querschiff aus Fachwerk.

## Schule
An der schon 1865 erwähnten Dorfschule unterrichteten zuletzt die Lehrer Karl Roeske (zugleich Organist), Lisbeth Gramatke und Erich Zühlke.

## Persönlichkeiten: Söhne und Töchter des Ortes

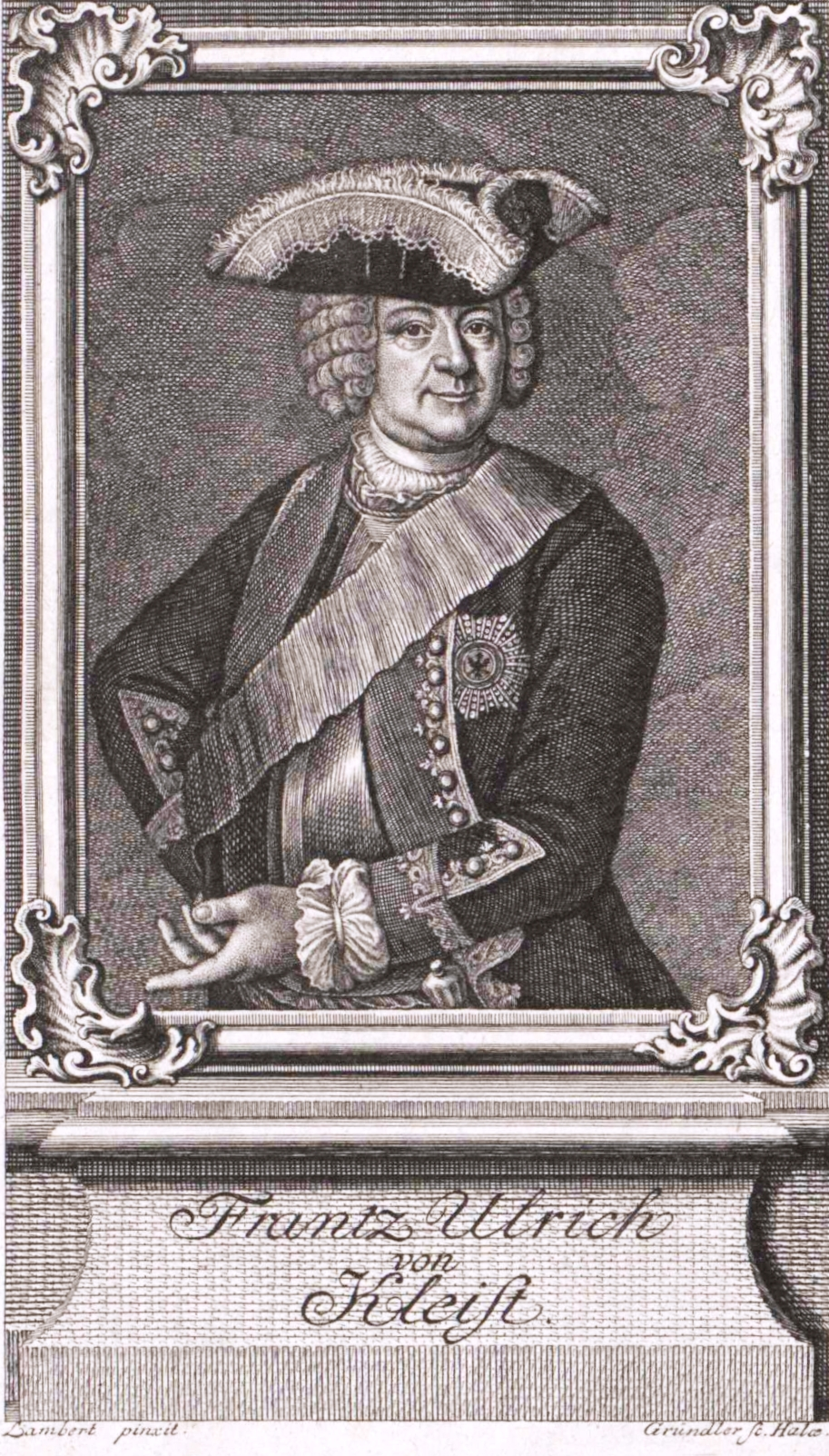

- Franz Ulrich von Kleist (* 2. Februar 1688 auf Kowalk),  preußischer Generalleutnant und Träger des Schwarzen Adler-Ordens († 1757)